# Прусынская Горка
Прусынская Горка — деревня в Бережковском сельском поселении Волховского района Ленинградской области.

## История
Деревня Горка упоминается на карте Санкт-Петербургской губернии А. М. Вильбрехта 1792 года.
На карте Санкт-Петербургской губернии Ф. Ф. Шуберта 1834 года обозначена деревня Горка, состоящая из 30 крестьянских дворов, близ деревни находился Погост Прусынской.

ГОРКА — деревня принадлежит Казённому ведомству, число жителей по ревизии: 73 м. п., 73 ж. п. (1838 год)

Как деревня Горка из 30 дворов она отмечена на карте Ф. Ф. Шуберта 1844 года.

ГОРКА — деревня Ведомства государственного имущества, по просёлочной дороге, число дворов — 36, число душ — 76 м. п. (1856 год)

ПРУСЫНСКАЯ ГОРКА — деревня казённая при колодце, число дворов — 31, число жителей: 95 м. п., 104 ж. п. (1862 год)

Сборник Центрального статистического комитета описывал её так:

ПРУСЫНСКАЯ ГОРКА (ГОРКА) — деревня бывшая государственная при реках Волхове и Прусыне, дворов — 34, жителей — 198; церковь православная, школа, 2 лавки, постоялый двор, ярмарка с 24 по 26 июня и с 22 по 24 октября. (1885 год)

В конце XIX века деревня административно относилась к Городищенской волости 2-го стана Новоладожского уезда Санкт-Петербургской губернии, в начале XX века — 1-го стана.
По данным «Памятной книжки Санкт-Петербургской губернии» за 1905 год деревня Прусынская Горка (Горка) входила в Прусынское сельское общество, ярмарка с 24 по 26 июня и с 22 по 24 октября.
Согласно военно-топографической карте Петроградской и Новгородской губерний издания 1915 года и карте Петербургской губернии издания 1922 года, деревня называлась Горка.
С 1917 по 1922 год село Прусынская Горка входило в состав Прусынского сельсовета Городищенской волости Новоладожского уезда.
С 1922 года в составе Пролетарской волости Волховского уезда.
Согласно данным переписи населения СССР 1926 года в селе Прусынская Горка  проживали 307 человек — все русские.
С 1927 года в составе Прусыногорского сельсовета Волховского района.
В 1928 году население села Прусынская Горка составляло 663 человека.
По данным 1933 года село называлось Прусыно-Горка и входило в состав Прусыно-Горского сельсовета, в который входили 8 населённых пунктов: деревни Блитово, Гнилка, Заовражье, Каменка, Прусыня, Хоель, село Прусыно-Горка и выселок Успенский Остров, общей численностью населения 1448 человек.
По данным 1936 года в состав Прусыногорского сельсовета входили 7 населённых пунктов, 257 хозяйств и 5 колхозов.

План деревни Прусынская Горка. 1941 год

Согласно топографической карте РККА 1941 года деревня насчитывала 67 дворов. В деревне располагался сельсовет.
В 1958 году население деревни Прусынская Горка составляло 216 человек.
По данным 1966, 1973 и 1990 годов деревня Прусынская Горка также входила в состав Прусыногорского сельсовета. Центром сельсовета была деревня Бережки.
В 1997 году в деревне Прусынская Горка Бережковской волости проживали 24 человека, в 2002 году — 64 человека (русские — 86 %).
В 2007 году в деревне Прусынская Горка Бережковского СП — 70 человек.

## География
Деревня расположена в южной части района на правом берегу реки Прусыня. К западу от деревни протекает река Волхов.
Через деревню проходит автодорога 41К-022 (Кириши — Городище — Волхов).
Расстояние до административного центра поселения — 6 км.
Расстояние до ближайшей железнодорожной станции Теребочево — 5 км.

## Демография
| 1838 | 1862 | 1885 | 1997 | 2002 | 2007 | 2010 |
| ---- | ---- | ---- | ---- | ---- | ---- | ---- |
| 146  | ↗199 | ↘198 | ↘24  | ↗64  | ↗70  | ↘42  |
| 2017 |      |      |      |      |      |      |
| ↗101 |      |      |      |      |      |      |

### Национальный состав
Согласно данным Всероссийской переписи населения 2021 года в деревне проживал 41 человек, из них:
 русские — 32, азербайджанцы — 8, цыгане — 1 человек.